# Koszmosz–49
A Koszmosz–49 (oroszul: Космос 49) Koszmosz műhold, a szovjet műszeres műhold-sorozat tagja. Geomágneses műhold.

## Küldetés
A Koszmosz–26 által megkezdett mérési programot folytatta. Műszerezettsége teljesen megegyezik elődjével. A mért adatokat fedélzeti magnetofonon tárolták, elektromos jelek formájában küldték a Földre. Szolgálatával az emberrel végrehajtott űrrepüléseket segítette. A két műhold mérési eredményességére jellemző, hogy szolgálatukkal mágneses szempontból első ízben térképezték fel a Föld 75 százalékát.

## Jellemzői
Polgári (tudományos) rendeltetésű, az OKB–1 tervezőirodában kifejlesztett és megépített DS–MG típusú műhold. Műszerezettségét a VNII EM (oroszul: Всесоюзный научно-исследовательский институт электромеханики (ВНИИ ЭМ) филиал) tervezte, építette. Üzemeltetője a moszkvai (Госкомитет СССР по гидрометеорологии) intézet.
1964. október 24-én a Kapusztyin Jar rakétakísérleti lőtérről a Majak–2 indítóállásából egy Koszmosz–2I (63SZ1) típusú hordozórakétával juttatták Föld körüli pályára. Az orbitális egység pályája közeli kozmikus térségű, 91,9 perces, 48.9 fokos hajlásszögű, az elliptikus pálya perigeuma 259 kilométer, apogeuma 460 kilométer volt. Föld körüli fordulata 49 260 kilométer volt. Hasznos tömege 400 kilogramm. A sorozat felépítését, szerkezetét, alapvető fedélzeti rendszereit tekintve egységesített, szabványosított űreszköz. Energiaellátásuk napelemekkel, kémiai akkumulátorokkal történik, biztosítva a tartós szolgálatot.
Felépítését tekintve két félgömbbel lezárt hengeres test. A felső félgömbben helyezték el a tudományos készülékeket, külső felületén az érzékelőket. A hengeres részben a szolgálati egységeket (programvezérlő, adatrögzítő, telemetria). A hátsó félgömbben az energiaellátást biztosító kémiai akkumulátorok kaptak elhelyezést. Az egyenletes belső hőmérsékletet cirkuláló gáz (nitrogén) biztosította. A hőegyensúlyt sugárzáselnyelő anyaggal, illetve zsalus radiátorral biztosították. A fedélzetén elhelyezett két protonmagnetométer érzékelőit egymásra merőlegesen, a műhold testétől 3,5 méter távolságban helyezték el. A méréstartomány 0,5-2 T, a mérési pontosság 0,3-0,5 mT volt. A mérőadókat 32 másodpercenként kapcsolták be. A mágneses tér vizsgálatához egy MP–4 típusú proton-precessziós magnetométerrel szerelték fel. A mért adatokat fedélzeti magnetofonon tárolták, elektromos jelek formájában küldték a Földre.
1965. augusztus 21-én 301 napos szolgálatát követően, belépett a légkörbe és megsemmisült.